# BEL20
BEL 20（ベル トゥィンティヒ、ベル ヴァン、ベル トゥエンティ）は、ベルギーのユーロネクスト・ブリュッセルにおける株価指数。最小10銘柄、最大20銘柄から選ばれた株式の時価加重平均を指数化した時価総額加重平均型株価指数である。2008年3月4日にニルスター（en）が指数の構成銘柄に選出されて以来、BEL 20の構成銘柄数は20である。

## ユーロネクスト・ブリュッセルの主な株価指数
ユーロネクスト・ブリュッセルの主な株価指数は、他に以下のものがあり、BEL 20とBEL Mid Index、BEL Mid IndexとBEL Small Indexの間で、それぞれ銘柄入れ替えが行われている。
- BEL Mid Index - 中型株で構成。2004年12月31日算出開始。主な銘柄として、アグフア・ゲバルト、キネポリス、プロキシマス等。
- BEL Small Index - 小型株で構成。2004年12月31日算出開始。
- BEL All-Share Index - ユーロネクスト・ブリュッセル全株指数。大型・中型・小型株を含む130以上の銘柄で構成。1988年10月3日算出開始。
- BEL Continuous Stocks Index - BEL All-Share Index中、持続的に取引がなされている銘柄で構成。2012年10月15日算出開始。

## BEL 20の採用方法
BEL 20の構成銘柄は年1回、12月の最終営業日の終値を基準に更新される。銘柄の更新は年1回3月の第1営業日に反映される。ベルギーの証券市場を代表する企業であるという基準を満たすための銘柄更新のルールは以下のとおりである。少なくとも株式の15%が浮動株であること、12月最終営業日において採用候補銘柄の浮動株分の時価総額が、BEL 20の値の30万倍以上であること、BEL 20指数に採用されている銘柄の場合、指数に残るためには少なくともBEL 20の値の20万倍以上であることである。毎年の銘柄更新の際には、1銘柄のBEL 20における比重は15倍を上限とするが、株価に関しての決まりはない。
なお、ユーロネクスト・ブリュッセル以外での上場企業であっても、資産または売上の33％以上がベルギー法人、あるいは雇用者の15％以上がベルギーで雇用の場合、BEL 20の構成銘柄として採用される場合がある。

## 指数の推移
1991年3月18日に算出が開始された。1990年12月30日の終値を基準値1,000として算出されている。
| 年   | 年末終値 | 対前年増減率 |
| ---- | -------- | ------------ |
| 1990 | 1,000.00 |              |
| 1991 | 1,029.72 | 2.97         |
| 1992 | 1,127.02 | 9.45         |
| 1993 | 1,473.10 | 30.71        |
| 1994 | 1,389.64 | -5.67        |
| 1995 | 1,559.63 | 12.23        |
| 1996 | 1,897.58 | 21.67        |
| 1997 | 2,419.34 | 27.50        |
| 1998 | 3,514.51 | 45.27        |
| 1999 | 3,340.43 | -4.95        |
| 2000 | 3,024.49 | -9.46        |
| 2001 | 2,782.01 | -8.02        |
| 2002 | 2,025.04 | -27.21       |
| 2003 | 2,244.18 | 10.82        |
| 2004 | 2,932.62 | 30.68        |
| 2005 | 3,549.25 | 21.03        |
| 2006 | 4,288.53 | 20.83        |
| 2007 | 4,127.47 | -3.76        |
| 2008 | 1,908.64 | -53.76       |
| 2009 | 2,511.62 | 31.59        |
| 2010 | 2,578.60 | 2.67         |
| 2011 | 2,083.42 | -19.20       |
| 2012 | 2,475.81 | 18.83        |
| 2013 | 2,923.82 | 18.10        |
| 2014 | 3,285.26 | 12.36        |
| 2015 | 3,700.30 | 12.63        |
| 2016 | 3,630.22 | -1.89        |
| 2017 | 3,977.88 | 9.58         |
| 2018 | 3,243.63 | -18.46       |
| 2019 | 3,955.83 | 21.96        |
| 2020 | 3,621.28 | -8.46        |
| 2021 | 4,310.15 | 19.02        |
| 2022 | 3,701.17 | -14.13       |
| 2023 | 3,707.77 | 0.18         |

最高値
2007年5月23日　終値　4,756.82
2007年5月23日　最高値　4,759.01

## 構成銘柄
ユーロネクスト公式サイトを参照。